# Albert Taeymans
Albert Taeymans is een Belgisch voormalig rolschaatser.

## Levensloop
Taeymans werd in 1949 wereldkampioen (piste) in het Portugese Lissabon op de 10.000 meter. Daarnaast behaalde hij diverse ereplaatsen op wereldkampioenschappen.

## Palmares

### Weg
- Wereldkampioenschappen
  - 1938 in het Italiaanse Ferrara
    -  op de 10.000 meter
    -  op de halve marathon

  - 1948 in het Italiaanse Monfalcone
    -  op de halve marathon

### Piste
- Wereldkampioenschappen
  - 1949 in het Portugese Lissabon
    -  op de 5.000 meter
    -  op de 10.000 meter